# Luigi Clementi
Erzbischof Luigi Clementi (* 15. März 1794 in Fabrica di Roma, Kirchenstaat; † 30. Januar 1869) war ein italienischer Geistlicher und römisch-katholischer Bischof von Rimini.

## Leben
Luigi Clementi empfing am 21. September 1816 das Sakrament der Priesterweihe.
Am 21. September 1846 wurde er zum Bischof von Macerata-Tolentino ernannt. Die Bischofsweihe spendete ihm am 4. Oktober desselben Jahres der Kurienkardinal Costantino Patrizi Naro; Mitkonsekratoren waren der Vizegerent des Bistums Rom, Titularpatriarch Giuseppe Canali, und der Bischof von Imola, Erzbischof ad personam Gaetano Baluffi.
Am 8. August 1851 wurde Bischof Luigi Clementi zum Titularerzbischof von Damascus und zum Apostolischen Delegaten in Zentralamerika sowie zum Apostolischen Nuntius in Mexiko ernannt. Diese beiden Ämter bekleidete er bis 1861.
Am 21. Dezember 1863 wurde Luigi Clementi zum Bischof von Rimini ernannt, unter Beibehaltung des persönlichen Titels eines Erzbischofs. Als Bischof von Rimini blieb Erzbischof Luigi Clementi bis zu seinem Tod am 30. Januar 1869 im Amt.